# Nadăș, Arad
Nadăș este un sat în comuna Tauț din județul Arad, Crișana, România.

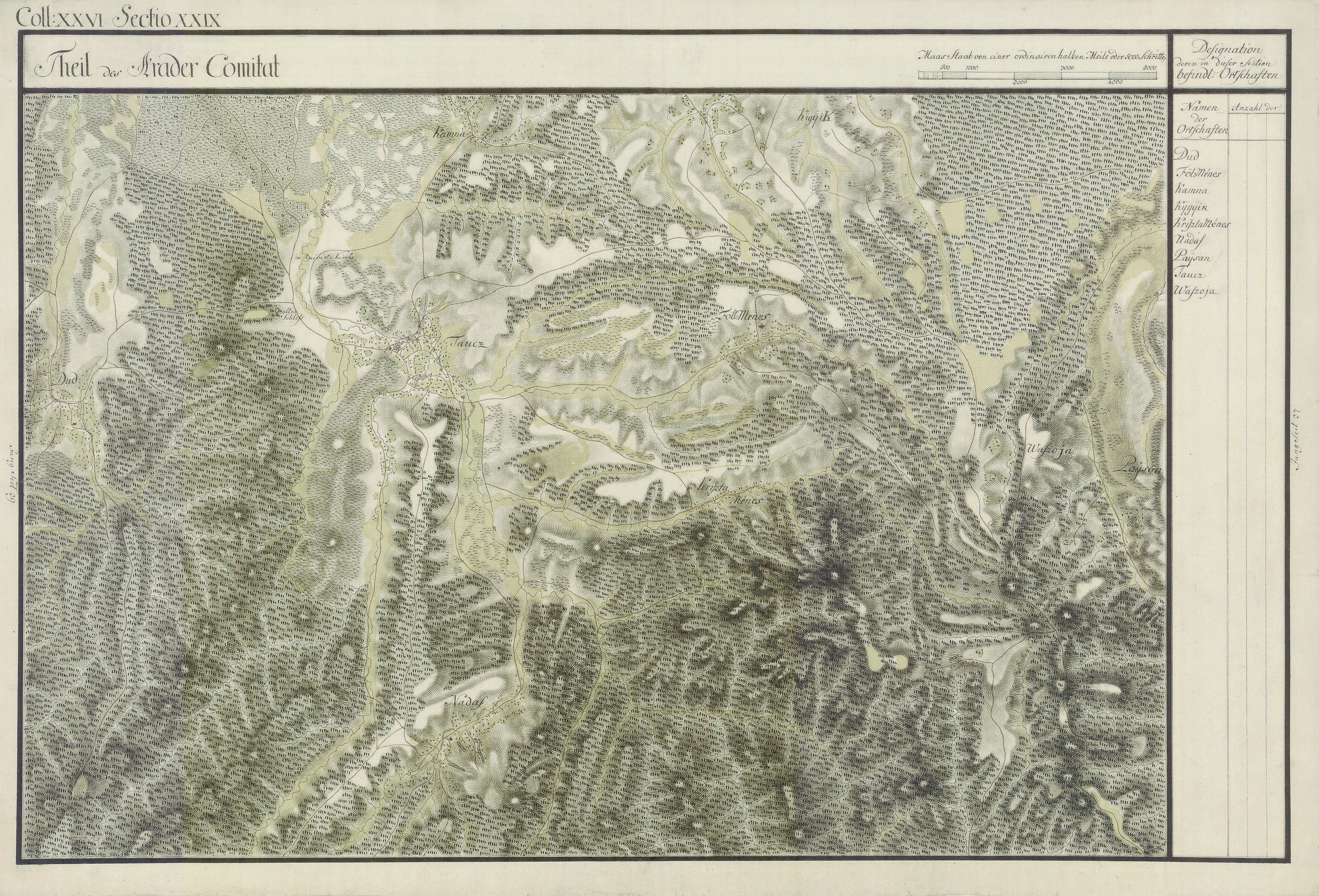
Nadăș în Harta Iozefină a Comitatului Arad, 1782-85